# Hisarya
Hisarya (en búlgaro: Хисаря) es una ciudad de Bulgaria en la provincia de Plovdiv. Tiene una población estimada, a fines de 2020, de 6,231 habitantes.

## Geografía
Se encuentra a una altitud de 369 m s. n. m. a 174 km de la capital nacional, Sofía.

## Demografía
Según estimación 2012 contaba con una población de 7 227 habitantes.
|         | 2004  | 2005  | 2006  | 2007  | 2008  | 2009  | 2010  | 2011  |
| Mujeres | 4 055 | 4 026 | 3 974 | 3 937 | 3 897 | 3 849 | 3 780 | 3 694 |
| Varones | 3 827 | 3 773 | 3 717 | 3 644 | 3 601 | 3 561 | 3 459 | 3 372 |
| Total   | 7 882 | 7 799 | 7 691 | 7 581 | 7 498 | 7 410 | 7 239 | 7066  |